# Transeuropean Airlines
Transeuropean Airlines (Russisch: Трансевропейские авиалинии) was een Russische luchtvaartmaatschappij met haar thuisbasis in Moskou.

## Geschiedenis
Transeuropean Airlines is opgericht in 1996 en de activiteiten werden gestaakt in 2000.